# Aleksandr Beliàiev
Aleksandr Beliàiev (rus: Александр Романович Беляев)  (Smolensk, 4 de març de 1884 (Julià) - Puixkin, 6 de gener de 1942), nom complet amb patronímic Aleksandr Romànovitx Beliàiev, AFI /ɐlʲɪkˈsandr rɐˈmanəvʲɪtɕ bʲɪˈlʲæɪf/, fou un escriptor rus i soviètic de ciència-ficció. Les seves obres dels anys 1920 i 1930 fan d'ell una figura de gran prestigi en la literatura russa de ciència-ficció, i sovint es fa referència a ell com el Jules Verne rus".

## Biografia
Aleksandr Beliàiev va néixer a Smolensk en la família d'un sacerdot ortodox. El seu pare, després de perdre dos fills (Nina, la germana d'Aleksandr, va morir en la infància per causa d'un sarcoma i el seu germà Vassili, un estudiant de veterinària, es va ofegar durant un viatge en vaixell), volia que el seu fill continués amb la tradició familiar i va inscriure Aleksandr al seminari de Smolensk. Beliàiev, per contra, no se sentia particularment religiós i fins i tot es va convertir en un ateu al seminari. Després de graduar-se, no va prendre els seus vots i es va inscriure al Liceu Jurídic Demídov. Tot i que va arribar a estudiar dret, el seu pare va morir i va haver de mantenir la seva mare i la resta de la família fent classes i escrivint per al teatre.
Després de graduar-se de l'escola en 1906, Beliàiev va esdevenir un advocat en exercici i es va guanyar una bona reputació. En aquest període les seves finances van millorar notablement, i va viatjar per tot el món extensivament, com unes vacances després de cada cas exitós. Durant aquest temps va seguir escrivint, tot i que en menor mesura La literatura, però, resultava cada cop més atractiva per a ell, i el 1914 va deixar el dret per concentrar-se en les seves activitats literàries. No obstant això, al mateix temps, a l'edat de 30 anys, Aleksandr va emmalaltir de tuberculosi.
El tractament no va tenir èxit; la infecció es va estendre a la columna i va donar com a resultat una paràlisi de les cames. Beliàiev patia un dolor constant i va quedar paralític durant sis anys. La seva jove esposa ja se n'havia anat, dient que ella no s'havia casat per tenir cura d'un marit malalt. En la recerca per al tractament adequat es va traslladar a Ialta juntament amb la seva mare i una vella mainadera. Durant la seva convalescència, va llegir l'obra de Jules Verne, H. G. Wells i Konstantín Tsiolkovski, i va començar a escriure poesia en el seu llit d'hospital.
En 1922, havent superat la malaltia, va tornar a la vida normal, i es va casar altre cop amb Margarita Konstantínovna Magnuixévskaia. Va tractat de trobar feina a Ialta. Va servir un breu període com a inspector de policia, va provar altres feines, com ara bibliotecari, però la vida seguia sent difícil, i el 1923 es va traslladar a Moscou on va començar a exercir el dret de nou, com a consultor per a diverses organitzacions soviètiques. Alhora, Beliàiev va començar la seva activitat literària seriosa com a escriptor de novel·les de ciència-ficció. El 1925 es publica la seva primera novel·la, El cap del professor Dowell. A partir de 1931 va viure a Leningrad amb la seva dona i filla gran; la seva filla petita va morir de meningitis el 1930, amb sis anys. A Leningrad va conèixer H. G. Wells, que va visitar l'URSS el 1934.
En els últims anys de la seva vida, Beliàiev va viure al barri de Puixkin (anteriorment Tsàrskoie Seló) de Leningrad. Al començament de la invasió alemanya de la Unió Soviètica durant la Segona Guerra Mundial es va negar a marxar de la ciutat perquè s'estava recuperant d'una operació que havia patit uns mesos abans.

## Mort
Beliàiev va morir de fam a la ciutat soviètica de Puixkin el 1942, mentre estava ocupada pels alemanys. La ubicació exacta de la seva tomba és desconeguda. Es pot trobar un làpida al cementiri Kazànskoie de la ciutat de Puixkin, a la fossa comuna on se suposa que el seu cos va ser enterrat.
La seva esposa i la seva filla van aconseguir sobreviure i van aconseguir ser registrats com a Volksdeutsche (la sogra de Beliàiev era d'origen suec). A prop del final de la guerra els alemanys se'ls van endur a Polònia. A causa d'això, després de la guerra, els soviètics els van tractar com a col·laboradors: van ser exiliats a Barnaül (Sibèria occidental) i hi van viure durant 11 anys.

## Obres selectes
- El cap del professor Dowell (Голова профессора Доуэля, 1925)
- El senyor del món (Властелин мира, 1926)
- L'illa dels vaixells perduts (Остров погибших кораблей, 1926)
- Ictiandre ("L'home amfibi") (Человек-амфибия, 1928), Moscou, Editorial Raduga, 1986. ISBN 5-05-000659-7
- L'últim home de l'Atlàntida (Последний человек из Атлантиды, 1926)
- Batalla en l'èter (Борьба в эфире, 1928)
- Pa etern (Вечный хлеб, 1928)
- L'home que va perdre la seva cara (Человек, потерявший своё лицо, 1929)
- El venedor d'aire (Продавец воздуха, 1929)
- Salt al buit (Прыжок в ничто, 1933)
- L'estrella KETs (Звезда КЭЦ, 1936) (KETs són les inicials de Konstantín Eduàrdovitx Tsiolkovski)[4]
- El laboratori W (Лаборатория Дубльвэ, 1938)[5]
- Ariel  (Ариэль, 1941)